# Calochortus
Calochortus Pursh è un genere di piante monocotiledoni appartenenti alla famiglia delle Liliacee, diffuso nel Nuovo Mondo. È l'unico genere della sottofamiglia Calochortoideae.

## Descrizione
Il genere comprende piante perenni, erbaceae, principalmente bulbose, con fiori grandi senza stilo o con stilo molto corto. Perianzio formato da calice e corolla, tepali pubescenti. Il sacco embrionale è del tipo Polygonum. Il frutto è una capsula. Le foglie hanno vene parallele.
Il numero cromosomico è compreso tra 6 e 13 e hanno una lunghezza compresa tra 1,5 e 6,5 µm.

## Distribuzione e habitat
Il genere è diffuso, con oltre una settantina di specie, nelle regioni temperate del Nord America e dell'America centrale.

## Tassonomia
Alcuni sistemi di tassonomia delle piante, incluso il sistema Dahlgren collocano il genere Calochortus in una famiglia separata, Calochortaceae. Sia il Sistema Cronquist che la moderna classificazione filogenetica assegnano il genere alla famiglia delle Liliacee.
Il genere comprende le seguenti specie:
- Calochortus albus (Benth.) Douglas ex Benth.
- Calochortus amabilis Purdy
- Calochortus ambiguus (M.E.Jones) Ownbey
- Calochortus amoenus Greene
- Calochortus apiculatus Baker
- Calochortus argillosus (Hoover) Zebzll & Fielder
- Calochortus aureus S.Watson
- Calochortus balsensis García-Mend.
- Calochortus barbatus (Kunth) Painter
- Calochortus bruneaunis A.Nelson & J.F.Macbr.
- Calochortus catalinae S.Watson
- Calochortus cernuus Painter
- Calochortus ciscoensis S.L.Welsh & N.D.Atwood
- Calochortus clavatus S.Watson
- Calochortus coeruleus (Kellogg) S.Watson
- Calochortus concolor (Baker) Purdy & L.H.Bailey
- Calochortus coxii M.R.Godfrey & Callahan
- Calochortus dunnii Purdy
- Calochortus elegans Pursh
- Calochortus eurycarpus S.Watson
- Calochortus excavatus Greene
- Calochortus exilis Painter
- Calochortus fimbriatus H.P.McDonald
- Calochortus flexuosus S.Watson
- Calochortus foliosus Ownbey
- Calochortus fuscus Schult.f.
- Calochortus ghiesbreghtii S.Watson
- Calochortus greenei S.Watson
- Calochortus gunnisonii S.Watson
- Calochortus hartwegii Benth.
- Calochortus howellii S.Watson
- Calochortus × indecorus Ownbey & M.Peck
- Calochortus invenustus Greene
- Calochortus kennedyi Porter
- Calochortus leichtlinii Hook.f.
- Calochortus longibarbatus S.Watson
- Calochortus luteus Douglas ex Lindl.
- Calochortus lyallii Baker
- Calochortus macrocarpus Douglas
- Calochortus marcellae G.L.Nesom
- Calochortus mendozae Espejo, López-Ferr. & Ceja
- Calochortus minimus Ownbey
- Calochortus monanthus Ownbey
- Calochortus monophyllus (Lindl.) Lem.
- Calochortus nigrescens Ownbey
- Calochortus nitidus Douglas
- Calochortus nudus S.Watson
- Calochortus nuttallii Torr.
- Calochortus obispoensis Lemmon
- Calochortus occidentalis M.A.García-Mart. & Aarón Rodr.
- Calochortus ownbeyi M.A.García-Mart., Aarón Rodr. & H.P.McDonald
- Calochortus palmeri S.Watson
- Calochortus panamintensis (Ownbey) Reveal
- Calochortus persistens Ownbey
- Calochortus plummerae Greene
- Calochortus pringlei B.L.Rob.
- Calochortus pulchellus (Benth.) Alph.Wood
- Calochortus purpureus (Kunth) Baker
- Calochortus raichei Farwig & V.Girard
- Calochortus rustvoldii Callahan
- Calochortus simulans (Hoover) Munz
- Calochortus spatulatus S.Watson
- Calochortus splendens Douglas ex Benth.
- Calochortus striatus Parish
- Calochortus subalpinus Piper
- Calochortus superbus Purdy ex Howell
- Calochortus syntrophus Callahan
- Calochortus tiburonensis A.J.Hill
- Calochortus tolmiei Hook. & Arn.
- Calochortus umbellatus Alph.Wood
- Calochortus umpquaensis Fredricks
- Calochortus uniflorus Hook. & Arn.
- Calochortus venustulus Greene
- Calochortus venustus Douglas ex Benth.
- Calochortus vestae (Purdy) Wallace
- Calochortus weedii Alph.Wood
- Calochortus westonii Eastw.